# Police républicaine (Bénin)
Pour les autres articles nationaux ou selon les autres juridictions, voir Police nationale.
La Police républicaine du Bénin est la force unique de sécurité intérieure résultant de la fusion de la Police nationale et la Gendarmerie nationale conformément à la loi no 2017-41 du 29 décembre 2017. Elle est rattachée au Ministère de l'Intérieur et de la Sécurité publique.
Elle assure le maintien de la loi avec la douane, la direction générale des Eaux, Forêts et Chasse, la police sanitaire, la police environnementale, la police de la pêche et l'Unité mixte de contrôle des conteneurs (UMCC).
La Police républicaine est membre d'Interpol depuis le 19 septembre 1962.
Son siège est à Cotonou.
Depuis le 5 février 2025, Kokou Brice Allowanou, précédemment directeur général adjoint, dirige la Police républicaine en remplacement de Soumaïla Yaya, qui a été limogé,,.

## Historique
Anciennement nommée Sûreté nationale, la Police dahoméenne est constituée de la Police nationale et la Gendarmerie nationale, deux forces structurées durant l'époque coloniale du pays.
Pendant l'ère Mathieu Kérékou, la Police nationale compte jusqu'à un millier d'hommes et se développe progressivement au cours des années pour atteindre environ 3 500 fonctionnaires sous les mandats de Thomas Boni Yayi.

## Attributions
La Police républicaine est garante sur l'ensemble du territoire national :
- de l'ordre public et la sécurité intérieure ;
- de la protection des institutions et installations de l'État ;
- du respect des lois et règlements ;
- de la protection des personnes et des biens.

Elle assure, en outre, les fonctions de la police militaire.

## Composition
La Police républicaine est composée de :
- fonctionnaires de la Police nationale ;
- militaires de la Gendarmerie nationale ;
- personnels recrutés en application des dispositions du statut des personnels de la Police républicaine.

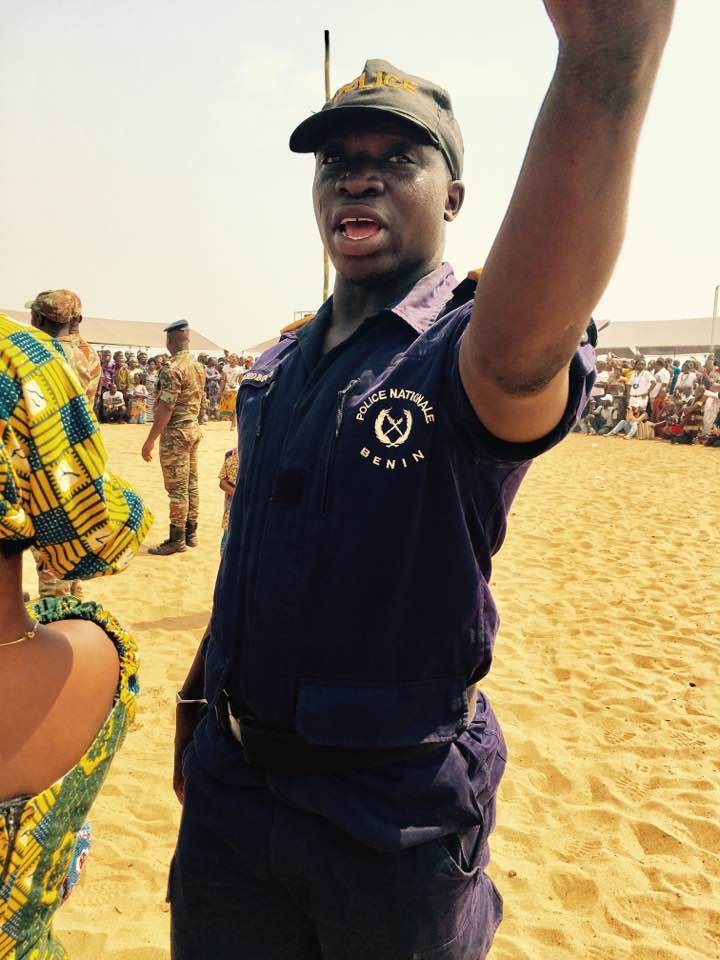
Un policier de l'ancienne police nationale en 2017.
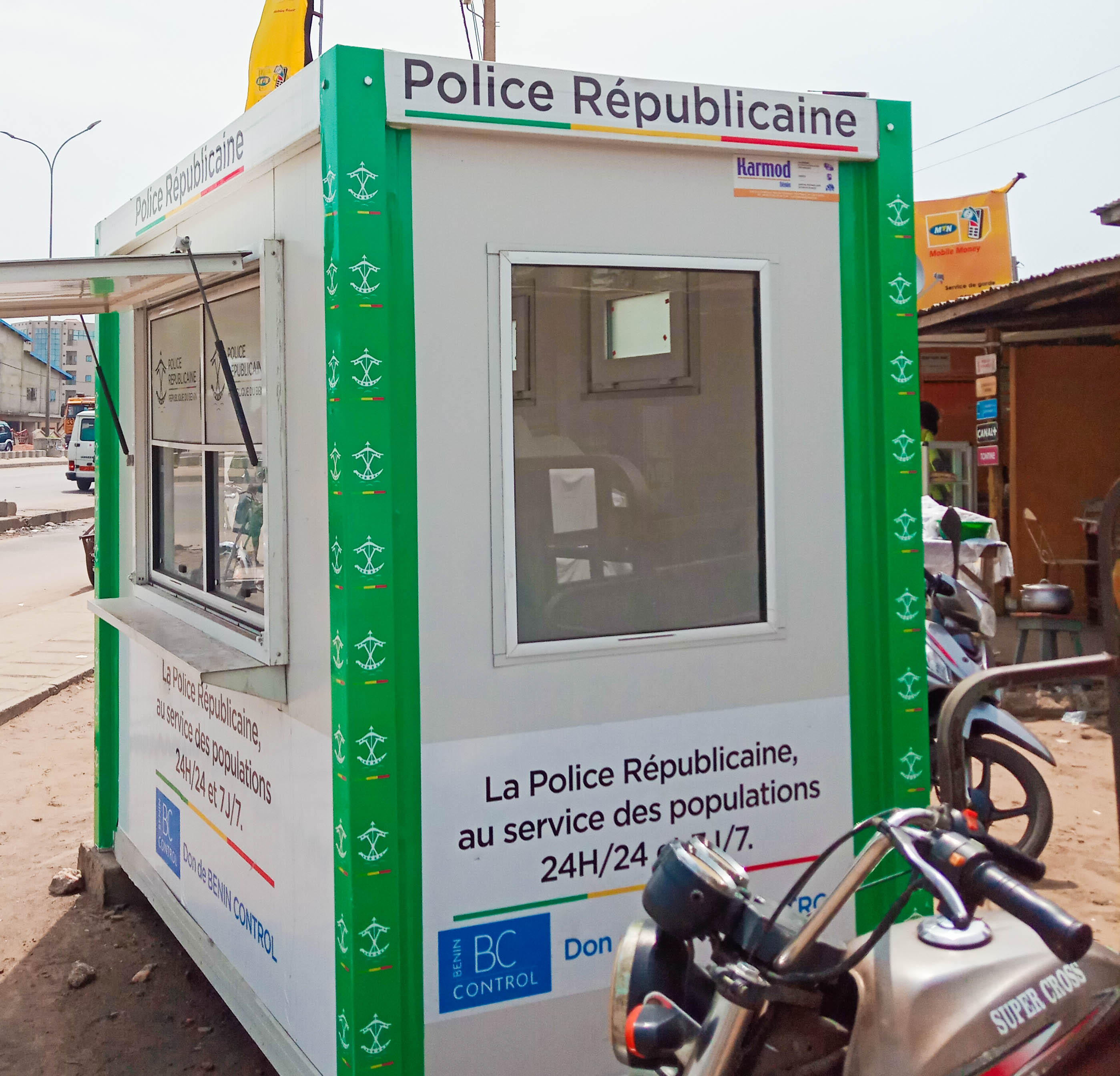
Une cabine de la Police républicaine.
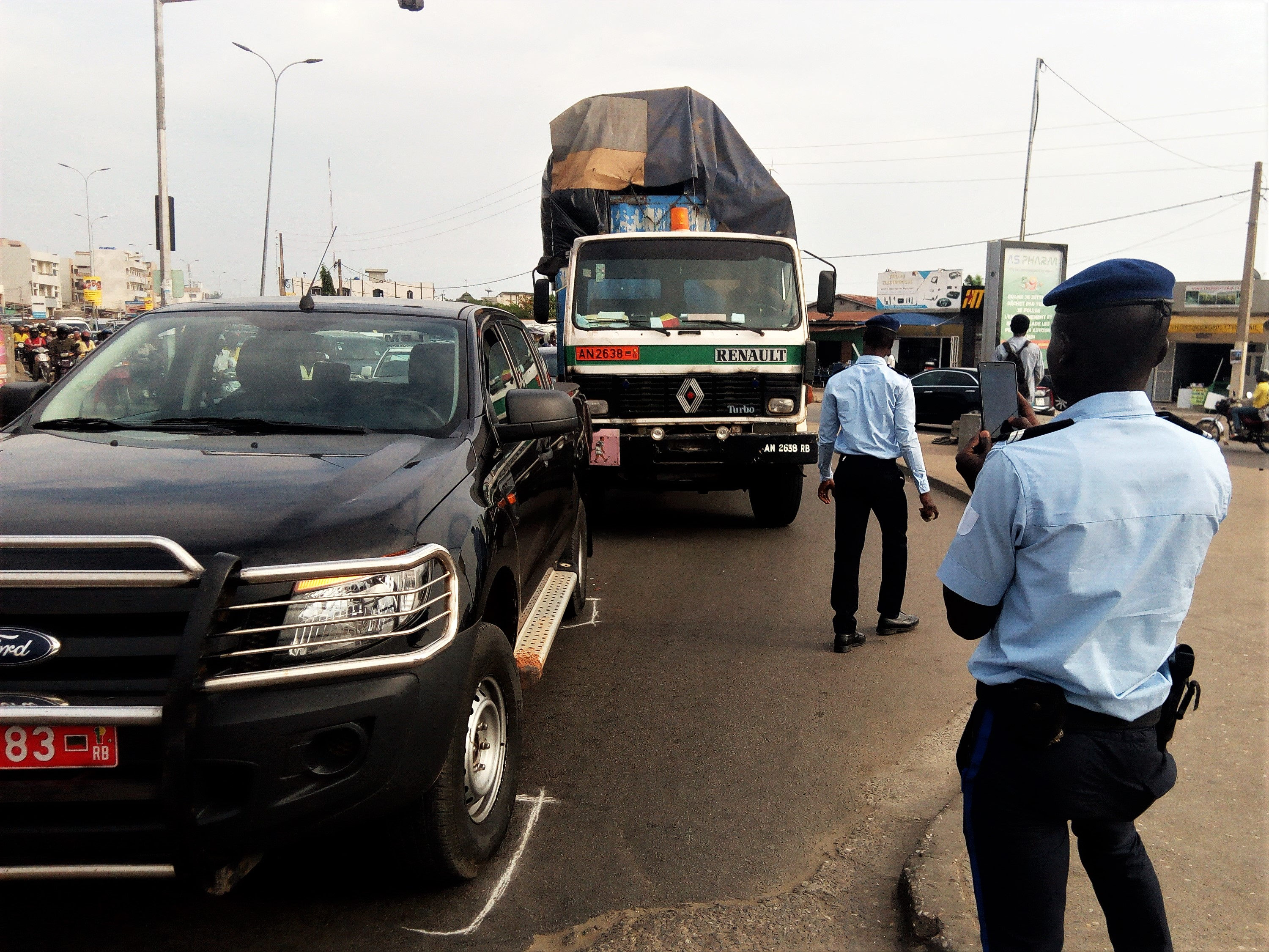
Policiers béninois lors d'un constat d'accident automobile à Cotonou.